# دوروتا ولمان
دوروتا ولمان (لهستانی: Dorota Wellman؛ زادهٔ ۲ مارس ۱۹۶۱) روزنامه‌نگار، مجری و تهیه‌کننده تلویزیونی اهل لهستان است. وی دانش‌آموختهٔ رشتهٔ تاریخ هنر در دانشگاه ورشو است.
از فیلم‌ها یا برنامه‌های تلویزیونی که وی در آن نقش داشته‌است، می‌توان به صبح بخیر تی‌وی‌ان، والسا: مرد امید و نشانه‌گذاری‌شده اشاره کرد.